# 德律俄珀

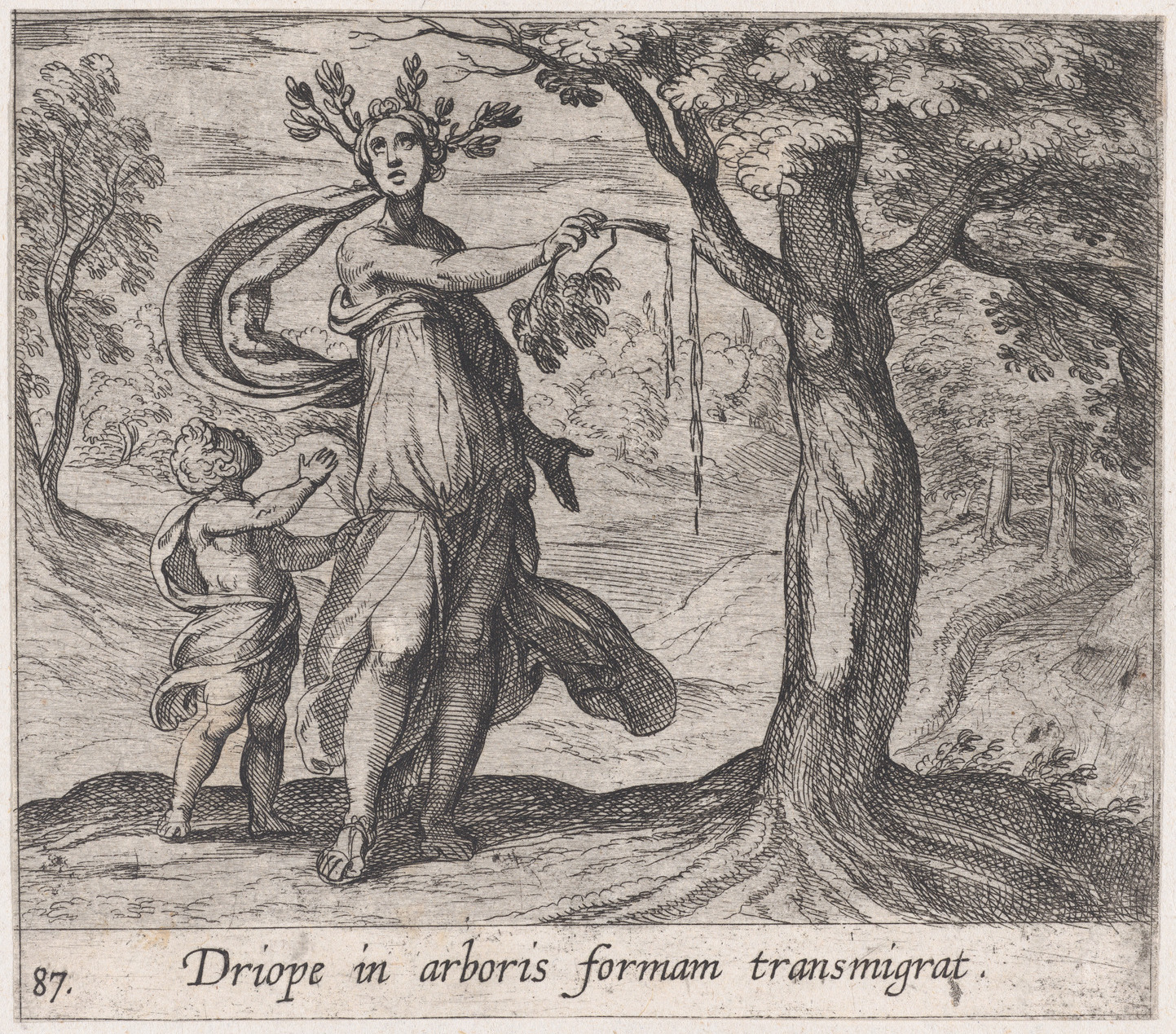
德律俄珀

德律俄珀（希臘語：Δρυοπη）是希腊神话中护树宁芙—哈玛德律阿得斯之一。她的故事出现在古罗马诗人奥维德的《变形记》和古希腊诗人安东尼努斯·莱伯拉里斯（Antoninus Liberalis）的《变形记》（Metamorphoses）中。
德律俄珀原本是国王徳律俄普斯（Dryops）的独生女儿，专门在俄塔山上为父亲放牧。护树女仙哈玛德律阿得斯八姊妹经常和她在树林中玩耍，还教德律俄珀唱歌跳舞。一天，太阳神阿波罗看见了她，立刻就被她的容貌和歌声给迷住了。为了能接近德律俄珀，阿波罗特意变成一只乌龟，不知情的德律俄珀以为是一个球，便和这只乌龟玩耍起来。后来德律俄珀把这只乌龟抱在怀里，这时阿波罗突然变成蛇形试图缠绕住她。德律俄珀惊恐万状地跑回了家，并且没把这件事告诉任何人。不久后，德律俄珀嫁给了安德赖蒙（Andraemon），婚后不久就生下了儿子安菲索斯（Amphissus）。安菲索斯长大后，在俄塔山脚下建城，并以此山命名。
一天，当德律俄珀前往自己儿子所建的阿波罗神庙向她以前的好友哈玛德律阿得斯姊妹献祭时，女仙们被她的友情所感动，并使她成为了她们中的一员，在德律俄珀被带走的地方长出了一棵高大的白杨树。还有另一种说法是当安菲索斯还是婴儿时，德律俄珀摘了一朵莲花哄孩子玩，这朵莲花正是莲花女神幻化而成，被折断后它发抖而且还流血了；德律俄珀惊慌失措，结果被变成了一棵忘忧树。